# Geoff Kabush
Geoff Kabush (ur. 14 kwietnia 1977 w Comox) – kanadyjski kolarz górski i przełajowy, dwukrotny medalista mistrzostw świata MTB.

## Kariera
Pierwszy sukces w karierze Geoff Kabush osiągnął w 2004 roku, kiedy Kanadyjczycy w składzie: Geoff Kabush, Max Plaxton, Kiara Bisaro i Raphaël Gagné zdobyli złoty medal w sztafecie cross-country podczas mistrzostw świata w Les Gets. W tej samej konkurencji wspólnie z Raphaëlem Gagné, Evanem Guthrie i Catherine Pendrel zdobył srebrny medal na mistrzostwach świata w Rotorua w 2009 roku. Ponadto w 2006 roku zdobył złoty medal w cross-country na igrzyskach Oceanii w 2006 roku, a rok później był najlepszy na mistrzostwach panamerykańskich. W 2000 roku wziął udział w igrzyskach olimpijskich w Sydney, gdzie w tej samej konkurencji zajął dziewiąte miejsce. Na igrzyskach olimpijskich w Pekinie był dwudziesty, a podczas rozgrywanych cztery lata później igrzysk w Londynie rywalizację ukończył na ósmej pozycji. Startował również w kolarstwie przełajowym, zdobywając między innymi złote medale mistrzostw kraju w 2005 i 2008 roku.